# HMS Vittoria (1917)
HMS Vittoria var en brittisk jagare av Admirality V-klass. Fartyget byggdes av Swan Hunter och togs i bruk den 29 oktober 1917. Fartyget torpederades och sänktes av den bolsjevikiska ubåten Pantera utanför ön Seitskär i Finska viken den 1 september 1919 under Ryska inbördeskriget.
Den sänkta jagaren skänktes till den nyligen självständiga finländska staten den 12 december 1919 tillsammans med en annan sänkt jagare, HMS Verulam. När finska flottan försökte bärga jagarna år 1925 konstaterades båda två vara itubrutna och omöjliga att reparera.